# Международный аэропорт имени Саваркар Винаяк Дамодар
Международный аэропорт имени Саваркар Винаяк Дамодар (англ. Veer Savarkar International Airport) (ИАТА: IXZ, ИКАО: VOPB) — главный аэропорт Андаманских и Никобарских островов, расположенный в 2 километрах к югу от города Порт-Блэр. Аэропорт назван в честь индийского борца за свободу Винаяка Дамодар Саваркара. Аэропорт также эксплуатирует ВМС Индии.

## Терминал
Аэропорт имеет только один терминал с 2 выходами без телескопических трапов. Автобусы используются для обеспечения транспортировки пассажиров от терминала к самолёту. Новое здание терминала находится в стадии строительства и планируется к вводу в эксплуатацию в марте 2018 года.

## Авиакомпании и направления

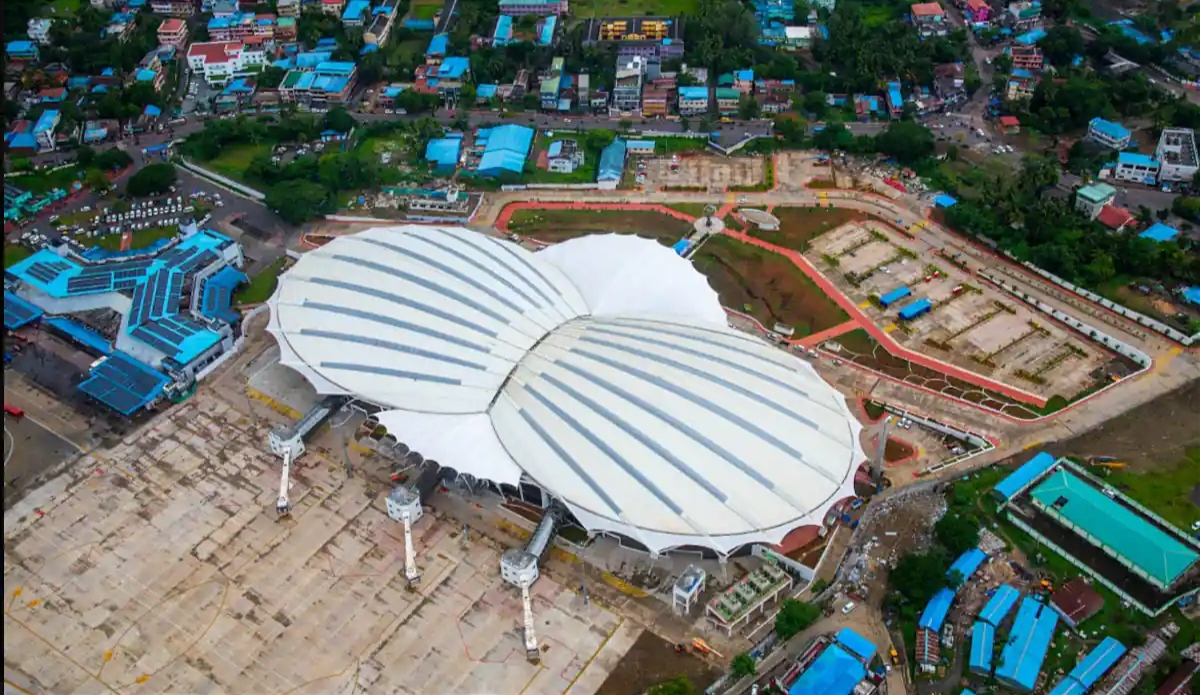
Новый терминал

| Авиалинии   | Направления                                     |
| ----------- | ----------------------------------------------- |
| Air India   | Ченнаи, Нью-Дели, Калькутта, Вишакхапатнам      |
| GoAir       | Бангалор, Ченнаи, Мумбаи, Калькутта, Хайдарабад |
| IndiGo      | Ченнаи, Нью-Дели, Хайдарабад, Калькутта         |
| Jet Airways | Ченнаи, Нью-Дели, Калькутта, Пуна               |
| SpiceJet    | Ченнаи, Нью-Дели, Калькутта, Коччи              |
| Vistara     | Нью-Дели, Калькутта                             |